# Alexander County (Illinois)
Alexander County is een county in de Amerikaanse staat Illinois.
De county heeft een landoppervlakte van 612 km² en telt 9590 inwoners (volkstelling 2000). De hoofdplaats is Cairo.

## Bevolkingsontwikkeling

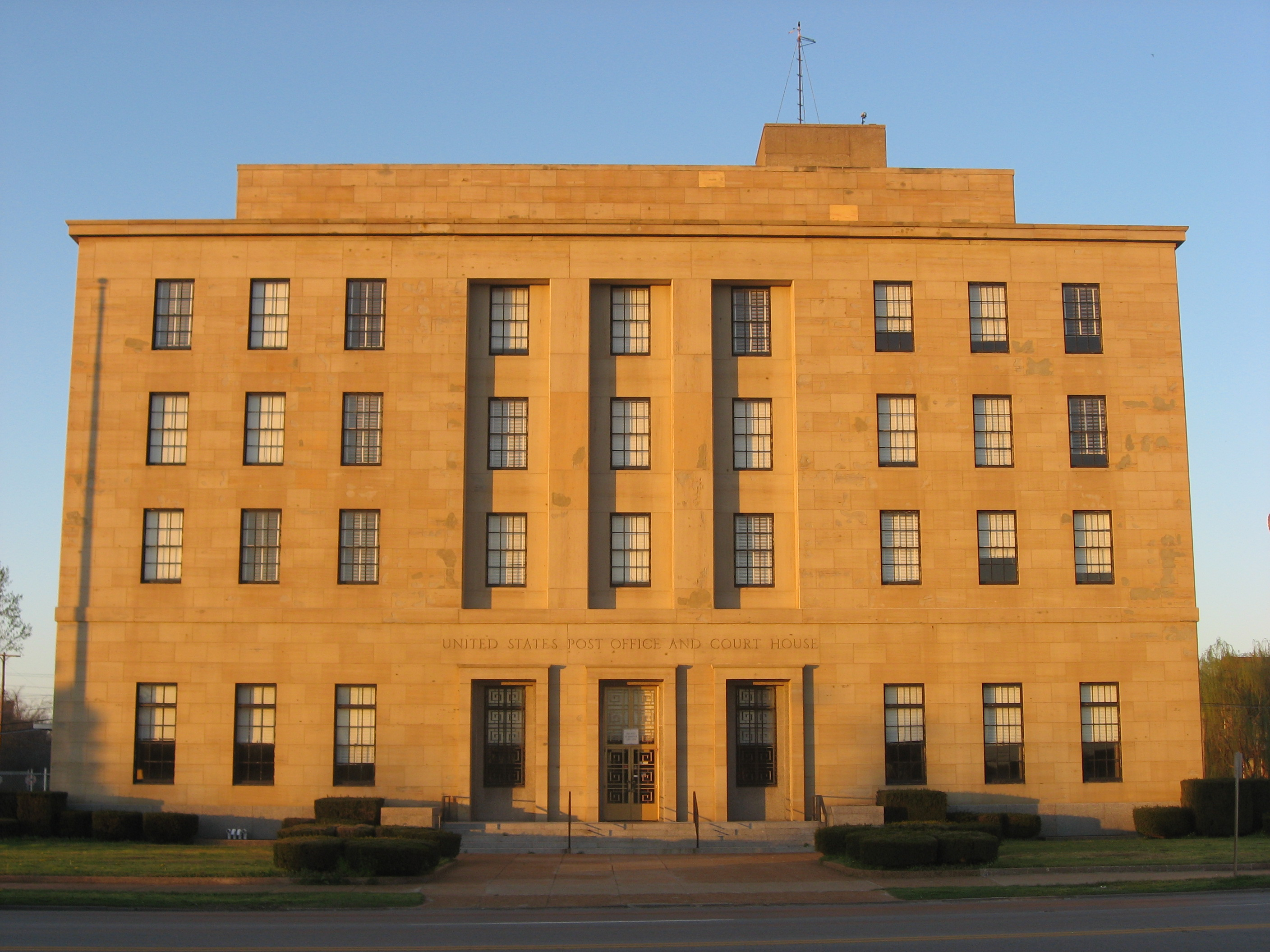
Alexander County Courthouse